# ۵۳۵ (میلادی)

## رویدادها
- تسلط بیزانس بر جزیره سیسیل

## مرگ‌ها
- ۸ مه - ژان دوم، از پاپ‌های کلیسای کاتولیک رم